# St. Matthäus (Aschaffenburg)

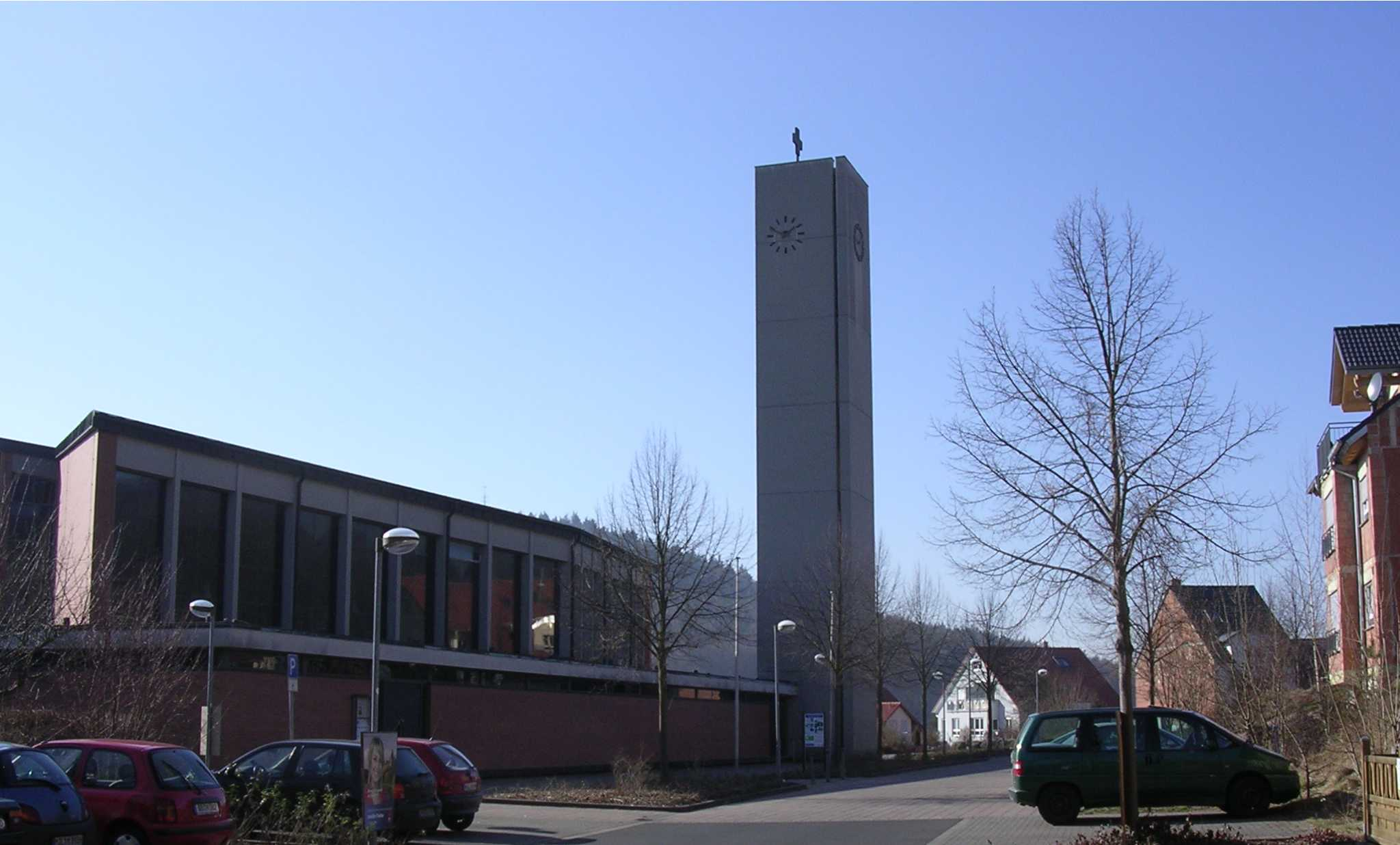
St. Matthäus Aschaffenburg-Gailbach

St. Matthäus ist eine 1967/68 errichtete katholische Kirche im Aschaffenburger Stadtteil Gailbach, eine Kuratie der Pfarrei Maria Geburt, Schweinheim.

## Geschichte

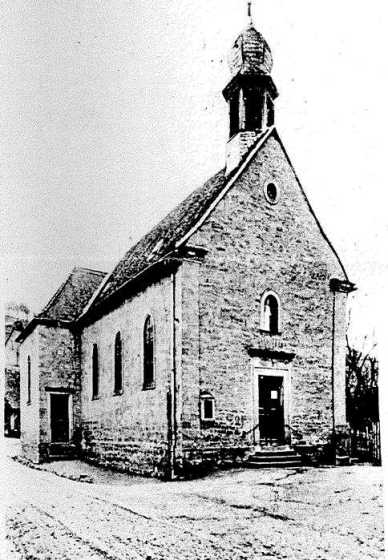
Alt St. Matthäus, Gailbach

Die erste Kapelle in Gailbach wurde bereits um 1300 errichtet. Kirchlich gehörte Gailbach zur Aschaffenburger Muttergottespfarrei. 1759 gründete man einen Kapellen- und Kirchbaufond, sodass man bereits 1792 eine neue Kapelle, dem Evangelisten Matthäus geweiht, bauen konnte. 1821 wurde Schweinheim selbständige Pfarrei und die Filialen Haibach und Gailbach eine Kaplanei. 1897 wurde die Kapelle um ein Querhaus, einem neuen Chor und einer Sakristei erweitert.
1906 wurden aus Haibach mit Grünmorsbach eigene Seelsorgebezirke, die zweite Kaplanstelle in Schweinheim stand nun ganz der Filiale Gailbach zur Verfügung und es war erstmals möglich, regelmäßig Liturgie in Gailbach zu feiern. 1921 wurde Gailbach Kuratie, die Orgel wurde repariert und eine neue Glocke in der Glockengießerei Ulrich in Apolda gegossen.
1921 wollte man eine neue Kirche bauen, was die Inflation verhinderte; der 1938 gegründete Kirchenbauverein musste ein Jahr später, bei Ausbruch des Zweiten Weltkriegs seine Pläne eines Kirchenneubaus aufgeben.

## Neue St. Matthäuskirche

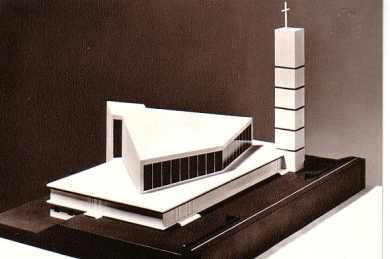
Modell als Baustein

Nach jahrelangen leidenschaftlich geführten Diskussionen über den Standort der neuen Kirche war am 3. Juli 1967 der erste Spatenstich für das Gailbacher Pfarrzentrum mit Gotteshaus, Kindergarten und Jugendräumen, dem am 8. Oktober 1967 die Grundsteinlegung folgte. Das neue Pfarrzentrum liegt an einem Steilhang in der Ortsmitte und ist in zwei Ebenen entstanden. Kirche, Pfarrsaal, Pfarrhaus und Nebenräume wurden oben errichtet, der Kindergarten unten.  Gleich einem Schiffsbug ragen das Kirchengebäude und der Chor ins Tal. Den Plan fertigte der Aschaffenburger Architekt Erich Roth, dessen Büro mit Ingenieur Guido Baumann auch die Bauleitung hatte, die ARGE Dressler – Straub erstellte das Pfarrzentrum. Die Kirche, ein Zentralbau, auf den Altar als Mittelpunkt ausgerichtet, wurde auch als Ort der Stille geschaffen. Sie hat eine Breite von 52,71 m und eine Länge von 26,75 m; die Höhe im Eingangsbereich 4,10 an der Orgelempore 9,50 m und in der Chornische 17,23 m. Die einzelnen Orte der verschiedenen Handlungen in der Liturgie sind architektonisch klar gekennzeichnet. Im großen Halbrund der Kirche führt alles hin zur sammelnden Mitte des Altars; die schmucklosen Seitenwände ebenso wie die Anordnung der Bänke mit 550 Sitzplätzen.

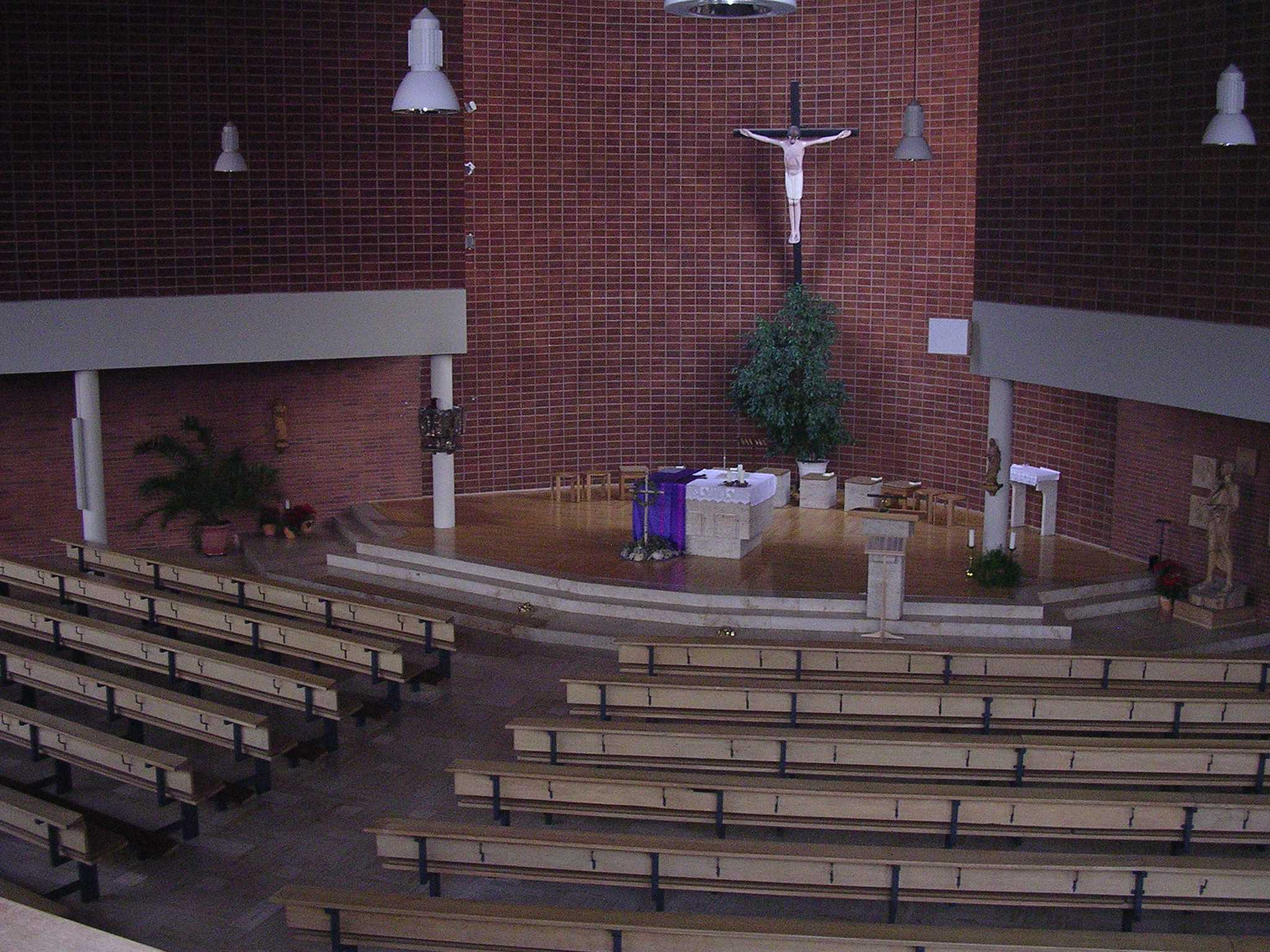

Für die Feier der hl. Eucharistie sind deutlich drei Orte hervorgehoben: der Altar als einfacher Tisch des Mahles, der Ambo, Lesepult und Kanzel als Tisch des Wortes und der Priestersitz, für den Vorsteher der Gemeinde. Sie sind Kunstwerke des Malers und Bildhauers Rudolf Müller aus Mechenhard.
Erschlossen wird die Kirche über die Glaserstraße. Vorbei am freistehenden 31 Meter hohen Turm betritt man die Kirche. Der kleine Vorraum rechts wurde erst in jüngster Zeit als Marienkapelle eingerichtet.
Das Kirchenhauptschiff entstand als Stahlbetonkonstruktion. Die äußere Verkleidung über dem erdgeschossigen Teil besteht aus Vormauer-Hochlochziegel in rotbrauner Farbe, die Innenverkleidung aus rotbraunen Akustiksteinen. Stahlbetonstützen unterteilen die Fensterfront der Nordseite. Eine Konstruktion freigespannter, lamellenverleimter Hetzerbinder bilden die leichtgeneigte Decke. Die Dachschalung ist oben mit Kupferblech abgedeckt, innen isoliert und mit nordischer Fichte verbrettert.
Durch die polygone Grundrissform, die Höhe und die Dachneigung hat der Architekt eine maximale Steigerung des Raumeindruckes vom Eingang bis zur Chorpartie erzielt. Das Tageslicht fällt durch ein breites Lichtband in drei Meter Höhe von hinten, also von Norden in den Kirchenraum, die Beleuchtung des Chores erfolgt durch indirektes Licht von beiden Seiten.
Das Altarkreuz „Christus, Romanisch, lasiert Lindenholz“ schuf 1979 der Holzbildhauer Joachim von Zülow „Der Hergottschnitzer von Bodenmais“.

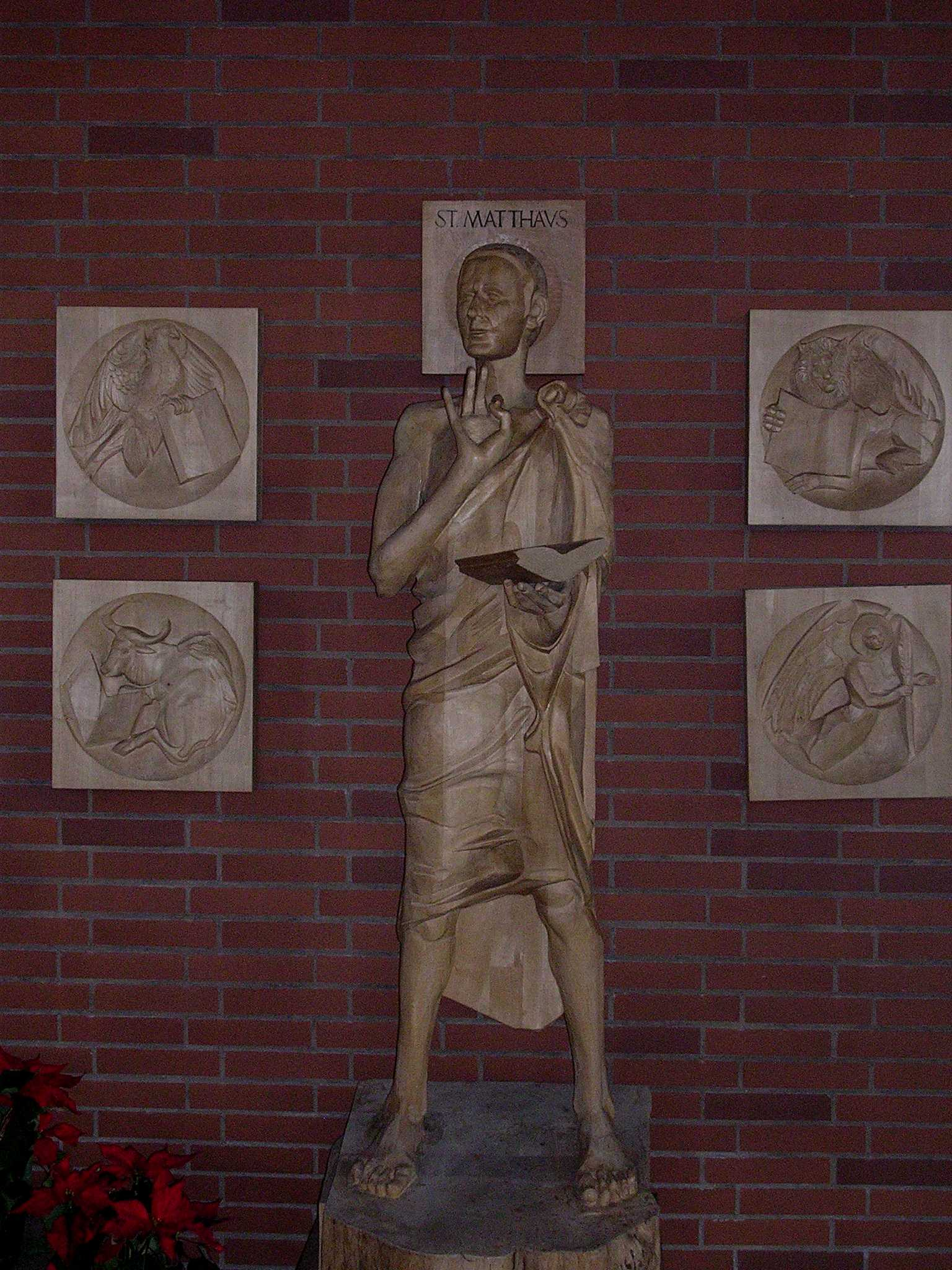
St. Matthäus, Evangelist

## Kirchenpatron
Der Aschaffenburger Künstler Rudolf Schwarzer, Leiter der Staatlichen Berufsfachschule für Holzbildhauer in Bischofsheim an der Rhön, hat das lebensgroße Kunstwerk aus Lindenholz 1982 geschaffen. Es stellt des Evangelisten in naturalistischer Weise dar, in der linken die Schrift, die Rechte zu eindringlich erklärender Geste erhoben. Schwarzers Matthäus kommt ohne schmückende Attribute aus, allein der Schulterknoten des kurzen Gewandes lockert die formale Strenge, die sich bis in die energisch parallel in den Boden gestemmten Beine verrät.
Das Gesicht erinnert an die Klarheit römischer Porträtbüsten, ein klassisches Profil – wechselt von links und rechts betrachtet, seinen Ausdruck zwischen ernstem Dozieren und humorvollem Erläutern. Die vier Symbole der Evangelisten zieren die Wand hinter der Figur.

## Kreuzweg

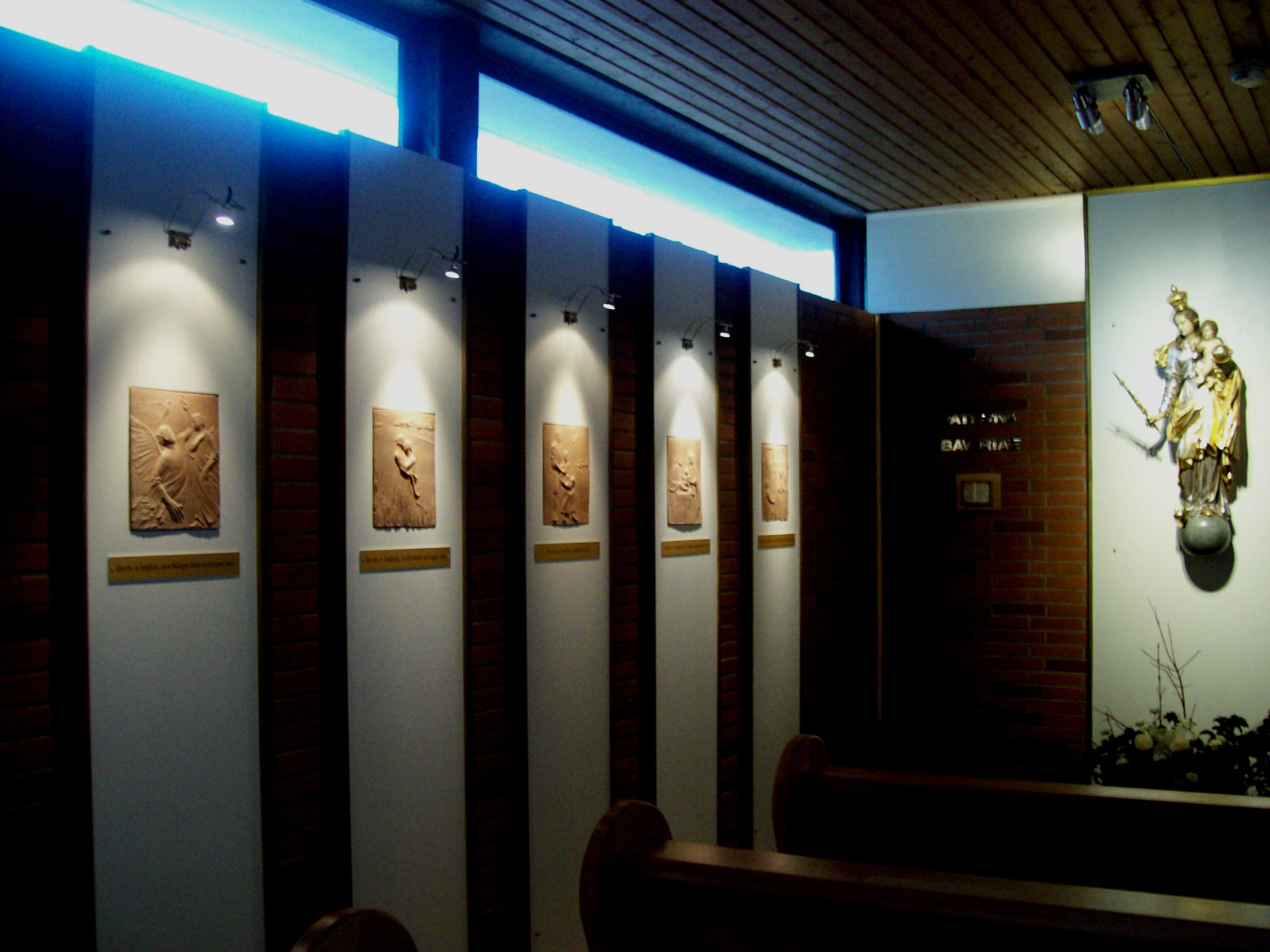
Marienkapelle

Von Rudolf Schwarzer ist auch der Kreuzweg, 14 Tafeln 70 cm × 50 cm, 8 cm starke verleimte Holzbretter herausgearbeitet.

## Marienkapelle
Aus dem kleinen Vorraum zur Kirche wurde 2008 eine Marienkapelle mit der „Patrona Bavariae“ als Mittelpunkt. Sie ist gleichzeitig auch Gedächtniskapelle für die Gefallenen der beiden Weltkriege und der Verstorbenen der Gemeinde. Ergänzt wurde die Nordwand mit dem „Freudenreichen Rosenkranz“ in Terrakotta, dem Opus 12-2009 der kroatischen Künstlerin Marina Ortlić aus Pula (Istrien). Das „Evangelistenkreuz“, dargestellt durch vier Bildsymbole ist ebenfalls ein Werk der kroatischen Künstlerin.

## Glocken
Am 14. September 1969 wurden 5 neue Glocken geweiht, die in der Passauer Glockengießerei Rudolf Perner gegossen wurden.
- 1. Christkönig (d) 1500 kg. – Christus du Herr der Welt – unser Erlöser –  dem „Herrn und Erlöser“. „Jesus ist die letzte Instanz in allen Fragen des Alltags, er ist der Herr unseres Gewissens. Es gibt keinen Weg zu Gott denn durch IHN, und der Weg Christi führe immer über das Kreuz. Wenn die Glocke ruft, soll nicht nur unser Gewissen, sondern auch unser Herz angesprochen sein“
- 2. Maria als Schutzmantelmadonna (fis) 800 kg. – Maria breit den Mantel aus- „Möge Maria ihren Mantel ausbreiten über diese Familienhaus der christlichen Gemeinde, über die Schule daneben und über das ganze Tal“
- 3. Matthäus (a) 500 kg. – Heiliger Matthäus, Schutzpatron unserer Gemeinde, bitte für uns – „Matthäus hat uns das Wort des Herrn berichtet. Das Hinhören-Können auf das Wort Gottes muss der Gemeinde ein wirkliches Anliegen sein. Wenn diese Glocke mit den anderen erklingt, sollt ihr kommen, das Wort Gottes zu hören.“
- 4. Heilige Familie (h) 350 kg. – Jesus, Maria und Josef, lehret Eltern und Kinder –  „Sie soll das Vorbild sein für alle christlichen Familien, denn das Schicksal der Gegenwart und der künftigen Generationen liegt in der Familie.“
- 5. Schutzengel (d) 200 kg. – Ihr heiligen Engel Gottes, begleiten uns auf dem Weg in die ewige Heimat – „Sie erinnere uns daran, dass unser Leben hier auf Erden nicht aufhöre. Da letzte Wort heiße, leben in Gott. Darum werde diese Glocke in Zukunft Geburten und Todesfälle ankündigen.“

## Orgel

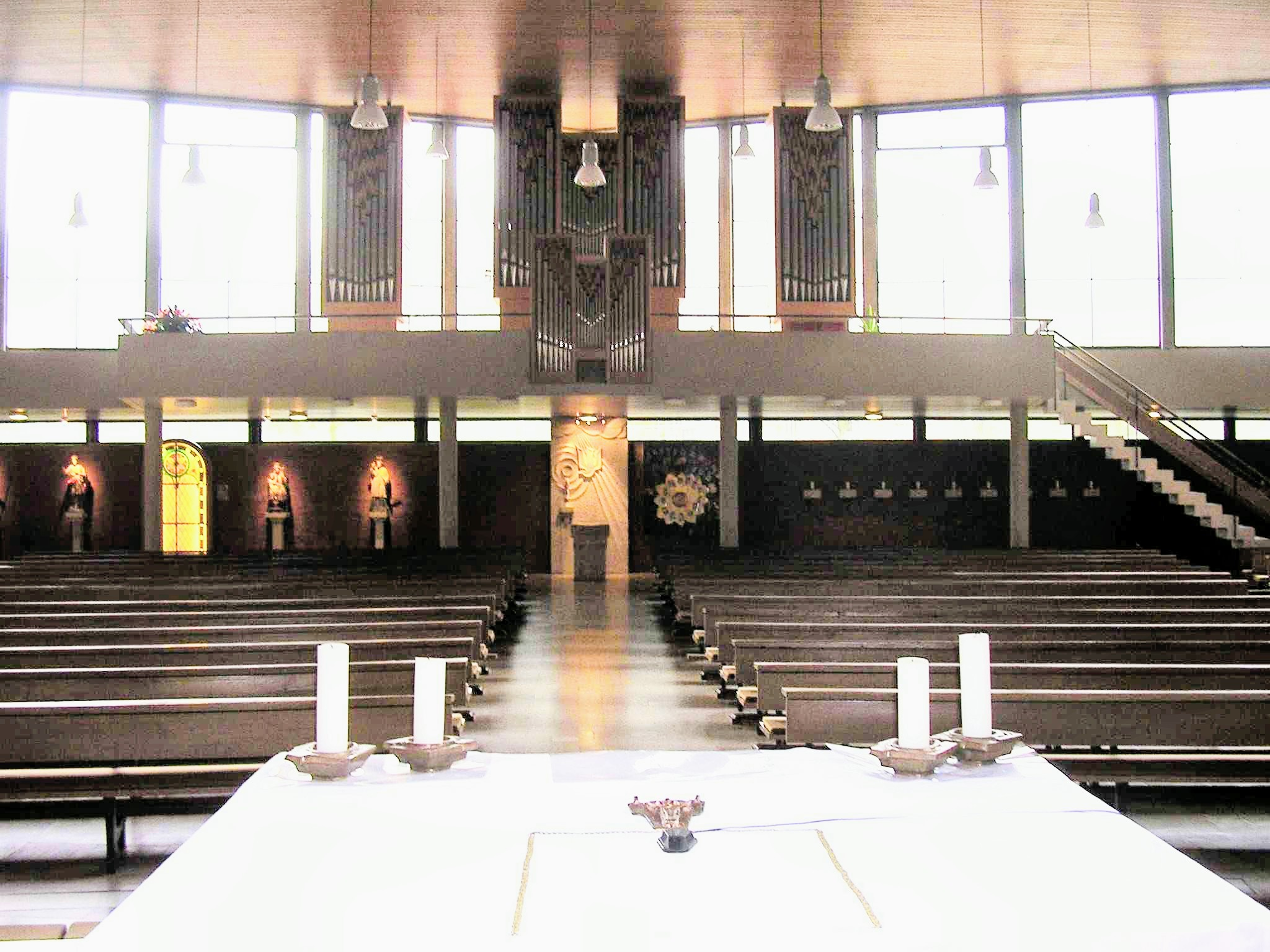
Orgelempore

Auf der Orgelempore steht ein Werk der Firma Orgelbau Hoffmann & Schindler in Ostheim vor der Rhön, das 1985 eingebaut wurde. Das Instrument verfügt über Schleifladen und mechanische Trakturen. Der Spielschrank ist am Mittelgehäuse angebracht. Die Orgelweihe fand am 22. September 1985 durch Dekan Edgar Röhrig, Aschaffenburg, statt. Regionalkantor Peter Schäfer, Klingenberg, spielte das Festkonzert. Das Werk hat folgende Disposition:
| I Rückpositiv C–g3 |              |       |
| 1.                 | Gedackt      | 8′    |
| 2.                 | Traversflöte | 8′    |
| 3.                 | Prästant     | 4′    |
| 4.                 | Blockflöte   | 4′    |
| 5.                 | Octave       | 2′    |
| 6.                 | Quinte       | 1 ⁄3′ |
| 7.                 | Scharff IV   | 1′    |
| 8.                 | Cromorne     | 8′    |

| II Hauptwerk C–g3 |              |        |
| 9.                | Principal    | 8′     |
| 10.               | Rohrflöte    | 8′     |
| 11.               | Salicional   | 8′     |
| 12.               | Octave       | 4′     |
| 13.               | Traversflöte | 4′     |
| 14.               | Quinte       | 2 3⁄5′ |
| 15.               | Flageolet    | 2′     |
| 16.               | Terz         | 1 3⁄5′ |
| 17.               | Mixtur IV    | 1 ⁄3′  |
| 18.               | Trompete     | 8′     |

| Pedal C–f1 |         |     |
| 19.        | Subbaß  | 16′ |
| 20.        | Octave  | 8′  |
| 21.        | Flöte   | 8′  |
| 22.        | Posaune | 16′ |

- Koppeln: II/I, I/P, II/P

## Pfarrer/Kuratus
- Paul Brand, 1919–1924, * 5. Juli 1893 in Würzburg, zum Priester geweiht am 21. Dezember 1918 in Würzburg, war der letzte Kaplan der die Außenstelle Gailbach der Pfarrei Schweinheim von dort aus zwischen 1919 und 1921 betreute. Am 1. Januar 1921 wurde er erster Expositus der neu geschaffenen Kuratie Gailbach. Zuletzt Pfarrer in Sonderhofen, † 10. Juli 1971 in Sonderhofen.
- Johann Gerhard, Expositus 1924–1932, * 21. Dezember 1894 in Kleinwallstadt, zum Priester geweiht 4. Januar 1920 in Würzburg, zuletzt Pfarrer in Maria Bildhausen bei Bad Neustadt an der Saale, † 13. Dezember in Maria Bildhausen.
- Josef Rönnebrink, Expositus 1932–1935, * 10. Februar 1891 in Senden (Westfalen), Priesterweihe 12. August 1917, † 3. März 1950 in Weibersbrunn.
- Justin Wittig, Expositus 1935–1939, * 11. Januar 1907 in Neuendorf b.Lohr, zum Priester geweiht 16. März 1930 in Würzburg, später Prälat, Domdekan und Generalvikar der Diözese Würzburg, † 13. Mai 1981 in Würzburg.
- Ludwig Hornung, Kuratus 1939–1942, * 25. Oktober 1909 in Eltmann, zum Priester geweiht am 8. März 1836 in Würzburg, zuletzt Pfarrer in Waldfenster, † 15. Mai 2007 in Stegaurach im Alter von 97 Jahren.
- Hans Brenner, Kuratus  1942–1945, * 19. Januar 1911 in Aschaffenburg, zum Priester geweiht 22. April 1935 in Würzburg, später Pfarrer in Erlenbach am Main und Theilheim b. Schweinfurt, † 17. März 1972 in Theilheim.
- Karl Glaser, Kuratus  1948–1966, * 30. Mai 1908 in St. Joachimsthal/Sudetenland, zum Priester geweiht am 29. Juni 1932 im St. Veitsdom zu Prag, anschließend Pfarrer in Goßmannsdorf b. Haßfurt/Main, † 10. August 1973 und in Gailbach beerdigt.
- Gregor Türk, Kuratus 1966–1978, * 15. Oktober 1932 in Frickenhausen/Rhön, zum Priester geweiht am 24. Juli 1960 in Würzburg, später Pfarrer in Schollbrunn, Traustadt b. Schweinfurt, Waldbüttelbrunn, 1974 Ehrenbürger von Gailbach, Seit 2001 ist er Hausgeistlicher der Kongregation der Schwestern des Erlösers im Kloster Heidenfeld.
- Günther Schwarzkopf, Kuratus 1978–1985, * 14. April 1944 in Hohl (Mömbris), am 24. Juni 1973 in Würzburg zum Priester geweiht, vorher Kaplan in Kirchzell und Hofheim in Unterfranken (Hassberge), später Pfarrer in Trennfurt am 20. November 2006, in München tödlich verunglückt.
- Bernard Boteju, Kuratus 1985–1993, * in Sri Lanka, Priesterweihe 20. Juli 1985, später Pfarrer in Weibersbrunn und Rothenbuch.
- Ivan Levak, Kuratus 1993–2022, * in Gornja Stubai (Kroatien), zum Priester geweiht am 29. Juni 1974 in Zagreb, Leiter der Kroatischen Mission in Aschaffenburg
- Bruder Nicola Curcio FFB, 2023